# Siskiyou Trail
La Siskiyou Trail (Pista Siskiyou) era la via di comunicazione che univa i primi insediamenti stabiliti in California e in Oregon. Essa partiva dalla California Central Valley e raggiungeva la Willamette Valley. Attualmente l'autostrada Interstate 5 si snoda lungo il percorso della vecchia pista. L'origine del percorso è molto più antica rispetto agli insediamenti dei pionieri americani, deriva infatti dai sentieri tracciati dai nativi americani lungo le valli fluviali.

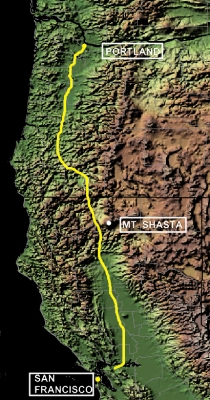
Parte del percorso della Siskiyou Trail

## Sviluppo
I primi uomini non nativi che percorsero la pista furono i cacciatori collegati alla Compagnia della Baia di Hudson (Hudson's Bay Company - HBC) che, negli anni venti del XIX secolo, cominciarono a viaggiare lungo il percorso dei fiumi dell'Oregon meridionale e della California settentrionale alla ricerca di animali da cui ricavare pelli e pellicce.
La HBC si stabilì lungo il corso del fiume Columbia e nel 1824 costruì Fort Vancouver, il suo quartier generale regionale. Gli uomini della compagnia iniziarono ad esplorare il territorio della California a partire dal 1825. Alexander McLeod iniziò le sue missioni di esplorazione e cattura nel 1826 e si spinse fino alle rive del fiume Klamath (1827) e a quelle del fiume Sacramento (1828). L'anno successivo guidò la prima spedizione della HBC nella Valle del Sacramento spingendosi a sud sino alla zona dell'attuale Stockton.
Le spedizioni condotte da McLeod in pratica tracciarono il percorso della Siskiyou Trail collegando Fort Vancouver alla Sacramento Valley. Inizialmente questo percorso era noto col nome di California Brigade Trail o di Southern Party Trail.
Egli riferì che i nativi che vivevano a sud del fiume Umpqua, tra i fiumi Klamath e Siuslaw, non avevano mai visto un uomo bianco prima del loro incontro con i membri della spedizione. Sebbene all'epoca il 42º parallelo (oggi confine tra gli stati dell'Oregon e della California) delimitasse la frontiera con la California messicana, i messicani conoscevano poco le zone interne e gli uomini della compagnia si spinsero senza problemi a sud del limite.
Nel 1834 Ewing Young condusse una mandria di cavalli e muli lungo la Siskiyou Trail partendo dalle missioni in California per vendere gli animali negli insediamenti inglesi e statunitensi dell'Oregon. Questa iniziativa suscitò inizialmente la diffidenza degli ufficiali della Compagnia della Baia dell'Hudson presenti in Oregon così Young, nel 1837, tornò in California dove comprò altri 700 capi di bestiame da condurre in Oregon lungo la pista. Quest'impresa, che richiese quasi tre mesi di tempo, fu molto utile per tracciare in maniera definitiva il percorso e aiutò gli insediamenti americani in Oregon a consolidarsi.
Nel 1841 un corpo di spedizione facente parte della United States Exploring Expedition percorse la Siskiyou Trail; il gruppo visitò la zona del Monte Shasta e grazie alla presenza di alcuni studiosi e cartografi fornì la prima documentazione cartografica accurata della regione.
La corsa all'oro californiana, iniziata nel 1848, fece aumentare vertiginosamente l'utilizzo del percorso poiché un gran numero di cercatori d'oro iniziò ad avventurarsi nella California settentrionale soprattutto dopo che la presenza del prezioso minerale era stata rilevata nella contea di Siskiyou, specialmente nei pressi di Yreka. Il percorso tra le montagne era così accidentato che il viaggio era possibile solo con muli o cavalli. I primi viaggiatori facevano fatica a percorrere più di una trentina di chilometri al giorno, fermandosi presso le locande e gli accampamenti che incontravano lungo il percorso come Portuguese Flat, Upper Soda Springs e Sisson, nella California del Nord. Solo dopo il 1860 le strade vennero rese transitabili per le carrozze permettendo così ai viaggiatori di percorrere tutto il tracciato della Siskiyou Trail in diligenza.
La prima linea del telegrafo che collegò alcune città lungo il tracciato fu costruita nel 1864. Lo sviluppo dell'area subì una notevole accelerazione con l'arrivo della ferrovia, nel 1887 fu completato il percorso della Central Pacific Railroad che seguiva fedelmente quello della Siskiyou Trail.

## Tracciato
Il percorso storico della Siskiyou Trail partiva dal quartier generale della Compagnia della Baia di Hudson, Fort Vancouver nella zona meridionale dello stato di Washington, fino alla zona della San Francisco Bay Area. In California il tracciato si snodava nelle zone delle odierne città di Redding, Dunsmuir e Yreka. In Oregon il percorso attraversava le aree delle attuali Ashland, Grants Pass, Eugene, Salem e Portland. Il percorso attraversava le valli dei fiumi Willamette, Umpqua, Rogue, Klamath, Shasta e Sacramento e passava per le impervie zone montane della California Settentrionale e dell'Oregon meridionale (Siskiyou Mountains). Il punto più alto della pista era il Siskiyou Summit (1.310 m) situato poco a nord del confine tra California e Oregon e passava vicino ad importanti siti storici come il Monte Shasta, Upper Soda Springs, Castle Crags e Sutter Buttes.

## Strade moderne
Tra il 1869 e il 1887 la Oregon & California Railroad Company costruì una ferrovia lungo il tracciato. A metà degli anni dieci del XX secolo la Pacific Highway, in seguito denominata U.S. Highway 99, permise i primi collegamenti automobilistici lungo il tracciato della Siskiyou Trail. Negli anni sessanta fu costruita la Interstate 5 che ripercorreva fedelmente il percorso fissato a partire dal 1820. Sia la ferrovia che l'autostrada odierna ripercorrono l'antico tracciato dell'Ottocento con piccole eccezioni dovute alle necessità ingegneristiche.